# La batalla del porro
La batalla del porro es una comedia catalana de 1981, dirigida por Joan Minguell con guion de Francesc Bellmunt, Joan Minguell, Juanjo Puigcorbé y Miguel Sanz. El film fue rodado en catalán y estrenado en Barcelona el 21 de noviembre de 1981.

## Argumento
La batalla del porro cuenta la historia de un grupo de reclutas que reivindican que la mili sea voluntaria, finalmente llegan al campamento de Caganillas de la Reina. A su llegada al campamento serán el centro de todas las quintadas. Estarán a cargo del capitán Matarraña, un hombre bastante duro, abusivo y antipático, que les querrá convertir en verdaderos soldados y que olviden la idea de la mili voluntaria. Esa misma noche el capitán Matarraña moviliza al grupo hacia un destino desconocido… Durante el camino se les unirá Violeta, la novia de uno de los protagonistas que se hará pasar por soldado para estar al lado del resto de los quintos. Por la mañana, el capitán les planteará un reto, si llegan al campamento por su propio pie tendrán un largo permiso, pero si él mismo los caza, tendrán la peor mili que se hubieran imaginado.

## Producción

### Lugares de rodaje
El film fue rodado en la Ametlla del Vallès, Castelldefels, Vallvidrera, Tortosa y los interiores en Barcelona, en el plató de Profilmar de la calle Portbou de Barcelona.

## Reparto
- Victoria Abril: Violeta[4]
- Paul Naschy: Capitan Matarraña[5]
- Joan Borràs: Vicens[6]
- Joan Armengol i Moliner, «Juanitu»: Joan[7][8]
- Carlos Tristancho: Quinqui[9]
- Pepe Rubianes: Comando[10]
- José María Cañete: Teniente[11]
- Jaume Sorribas i García: Alférez Llopis[12]
- Francesc Albiol: Minifurry 1[13]
- Antonio Chamorro González: Cabo primero González[14]
- Fernando Rubio: Manuel[15]
- Ricard Borràs: Reportero[16]
- Jordi Boixaderas i Trullàs: Xulo[17]
- Joan Gibert: Payés[18]
- Jesús Ramos: Recluta 2[19]
- Bruno Bruch: Novato 1[20]
- Genís Hernàndez: Novato 2[21]
- Félix Moix: Coronel[22]
- Joan Viñallonga: Sacerdote[23]
- Jordi Brossa: Capitán[24]
- Manuel Muntaner i Tanganelli: Capitán[25]
- Antoni Ribas i Piera: Teniente coronel[26]
- Josep Basora: Comandante[27]
- Pep Corominas: Veterano 1[28]
- Miquel Rañé: Veterano camión (2)[29]
- Manolo García: Veterano médico[30][31]
- Pep Armengol: Veterano Càceres[32]
- Abel Folk: Veterano enfermo[33]
- Jaume Villanueva Massa: Soldado barbero[34]

Nota: el reparto es un largo listado imposible de escribir, pero sobresalen estos nombres, que tuvieron o tienen hoy, una carrera brillante.

## Alrededor de la película

### Anécdotas
Joan Minguell...«Por cierto que Paul Naschy es la primera vez que rueda todo un filme a plena luz de día, sin pelos ni mutaciones, a cara descubierta ». Naschy, que es, prácticamente el «hombre-lobo español por excelencia», se mostró encantado y tuvo anécdota: «el tatuaje que lleva en el brazo (una tremenda araña) le quedo tan impresa que cuando acabó su trabajo, el sol había tostado el resto de su piel a excepción del dibujo que le habían aplicado en maquillaje».
“Germinal Film S. Coop. Ltda., legalmente establecida a la que pertenecen Francesc Bellmunt y Joan Minguell, agrupa a dieciséis profesionales, algunos de los cuales pueden intercambiar sus funciones, ya que conocen «de facto» perfectamente. Este será su primer largometraje, al que se han -decidido tras seis meses de dedicación a otros trabajos…”
“El equipo del porro una cinta catalana ha ganado la guerra del taquillaje, como filme nacional. Me refiero a «La batalla del porros, con la que atacan de nuevo los de Bellmunt. Pero, en esta ocasión, -con Joan Minguell como director. La cinta sigue, de manera que este recuento se -refiere sólo a las cinco semanas que se mantuvo en cartel el año pasado.”
El taquillaje de “La quinta del porro” iba tan bien que se anunció en la última secuencia de la película de “La batalla del porro” una continuación “EL PORRO CONTRAATACA”,  pero no llego a producirse.

## Premios y nominaciones
1981. Mención Especial del Jurado por el film más lúdico, festivo y popular de la II Mostra Internacional de Cinema Mediterrani de Valencia.

## Críticas
LA VANGUARDIA  “Pantalla abierta” Angeles MASO. JUEVES, 26 NOVIEMBRE 1981
"«La batalla del porro». Un estreno en olor de multitud, secuela de «La quinta del porro». Menos desmadrada, y, como consecuencia, en menor medida hilarante."
"Una, película que continúa destacándose por su desenfado. Su chispa, su buen humor. Un humor simpático e incluso ocurrente donde ‘los personajes construyen la trayectoria fílmica en plan de arquetipos, nacido del afán desmitificador de Bellmunt.
Pladevall tiene, la ocasión de lucirse con un trabajo fotográfico volcado hacia el espacio abierto, pero el guion tiene bastantes vacíos, y el ritmo de la película algunos baches, y ciertas vacilaciones.
Victoria Abril aparece en una doble faceta. Es una comediante que se mueve bien. Y portada de magazine que sabe quitarse la camiseta oportunamente, y adornar la cinta como la única mujer en el pelotón estrambótico. Es preciso destacar la buena labor de doblaje que se ha realizado adaptando el diálogo de Victoria en la voz de Marta Angelat." 

EL PAIS  “Humor ácrata” Diego Galán. JUEVES, 5 MARZO 1982
"De cualquier forma, estamos ante un grupo de cineastas capaces de proponer una nueva forma de diversión en el cine."

MANACOR n.45 “Gran Angular” Sección cinematográfica que cuida Emilio Henares Adrover. 18 de Septiembre de 1982
"Destaca en la cinta la interpretación de Victoria Abril, esplendorosa como siempre, y de Joan Borrás; también interviene en esta producción, en calidad de actor invitado, el especialista en terror del cine español, el olvidado ya, Jacinto Molina o Paul Naschy."